# Salmo ischchan
Salmo ischchan és una espècie de peix de la família dels salmònids i de l'ordre dels salmoniformes.

## Morfologia
- Els mascles poden assolir 104 cm de longitud total i 17 kg de pes.[2][3]

## Alimentació
Els individus adults mengen únicament amfípodes.

## Hàbitat
Viu en zones d'aigües dolces temperades (41°N-40°N, 44°E-46°E).

## Distribució geogràfica
Es troba a Armènia: llac Sevan.